# 도요타정
도요타정(豊田町)은 야마구치현에 있던 정이며, 도요우라군에 속했다.
2005년 2월 13일에 시모노세키시, 기쿠가와정, 도요우라정, 호호쿠정과 합병해 새로운 시모노세키시가 되어 소멸하였다. 

## 역사
- 1954년 10월 1일 - 니시이치정, 도노이촌, 도요타나카촌, 도요타시모촌이 합병해 성립하였다.
- 2005년 2월 13일 - 시모노세키시, 기쿠가와정, 도요우라정, 호호쿠정과 합병해 새로운 시모노세키시가 성립하였다. 동일 도요타정은 폐지되었다.

## 교통

### 도로
- 국도 제435호선 (일본)(일본어판)
- 국도 제491호선 (일본)(일본어판)